# Bernd Ladwig
Bernd Ladwig (Colônia, 7 de agosto de 1966) é um filósofo político alemão que é professor de Teoria Política e Filosofia Política na Universidade Livre de Berlim.
Ele estudou ciência política na Universidade Livre de Berlim de 1988 a 1994 e, em seguida, fez um doutoramento em filosofia na Universidade Humboldt de Berlim, graduando-se em 1999. Ele assumiu um cargo de pesquisa na Otto von Guericke University Magdeburg de 2000 a 2004, antes de se tornar um professor júnior em teoria política moderna na Universidade Livre de Berlim. Em 2011, ele tornou-se professor universitário.

## Obras seleccionadas
- Ladwig, Bernd (2011). Gerechtigkeitstheorien zur Einführung . Hamburgo: Junius Verlag.
- Ladwig, Bernd (2009). Moderne politische Theorie. Fünfzehn Vorlesungen zur Einführung Schwalbach / Taunus: Wochenschau Verlag.
- Ladwig, Bernd (2000). Gerechtigkeit und Verantwortung. Liberale Gleichheit für autonome Personen . Berlim: Akademie Verlag.